# 아이코이시다역
아이코이시다역(일본어: 愛甲石田駅)은 일본 가나가와현 아쓰기시에 위치한 오다큐 전철 오다와라선의 역이다. 역 번호는 OH 35이다.

## 개요
1980년대 초반부터 아쓰기시와 이세하라시의 베드타운화에 따른 인구 증가가 시작되고 서부의 모리노사토의 개발을 계기로 대학이나 기업 유치와 함께 역 북쪽의 정비가 진행되어 당역을 거점으로 한 버스 노선이 개설되는 등 단기간 동안 현저하게 변했다.

## 역 구조
상대식 승강장 2면 2선의 지상역이고, 교상역사를 갖는다.

### 타는 곳
| 번호 | 노선       | 방향 | 방면                             |
| ---- | ---------- | ---- | -------------------------------- |
| 1    | 오다와라선 | 하행 | 오다와라·하코네유모토 방면       |
| 2    | 오다와라선 | 상행 | 사가미오노·신주쿠· 지요다선 방면 |

## 역 주변
북쪽은 국도 제246호선과 접하고 있어 로드 사이드 점포가 많다. 남쪽은 순수한 주택지이다.

### 북쪽
- 국도 제246호선
- 아쓰기시 관공서 아이코이시다역 연락소
- 가나가와현 경찰 아쓰기 경찰서 아이코이시다역앞 파출소
- 요코하마 은행 아이코이시다 지점
- TSUTAYA 아이코이시다점
- 닛산 자동차 테크니컬 센터

### 남쪽
- 오다와라아쓰기 도로(국도 제271호선)
- 아이코이시다역앞 우체국
- 가나가와현립 이토시다 고등학교
- 가나가와현립 이세하라 양호학교
- 이세하라시 관공서 이시다 창구 센터(요로즈야 이시다점 2층)
- 가나가와현 쇼난 적십자 혈액 센터 - 헌혈 룸은 설치되지 않음.

## 역사
- 1927년 4월 1일: 영업 개시.
- 1946년 10월 1일: 준급이 설정되어 정차역이 됨.
- 1972년 12월 18일: 급행 정차역이 됨.
- 1987년
  - 10월 6일: 북쪽 출입구 버스 터미널이 완성되어 공용 개시.
  - 12월 24일: 교상 역사와 남북연결통로가 완성되어 공용 개시.
- 2004년 12월 11일: 쾌속급행, 구간준급이 설정되어 정차역이 됨.
- 2011년 2월: 역 구내 대합실 승강장에 행선지 안내기가 신설됨.
- 2012년
  - 3월 17일: 당역에서 신마쓰다역 방면의 구간준급 설정 폐지와 동시에 당역 시·종착 "베이 리조트"의 운행 정지.
  - 8월: 각 승강장의 카미야 증설이 완료됨.
- 2014년 3월: 다시 구간준급(현재는 폐지됨)의 정차역이 됨.

## 사진

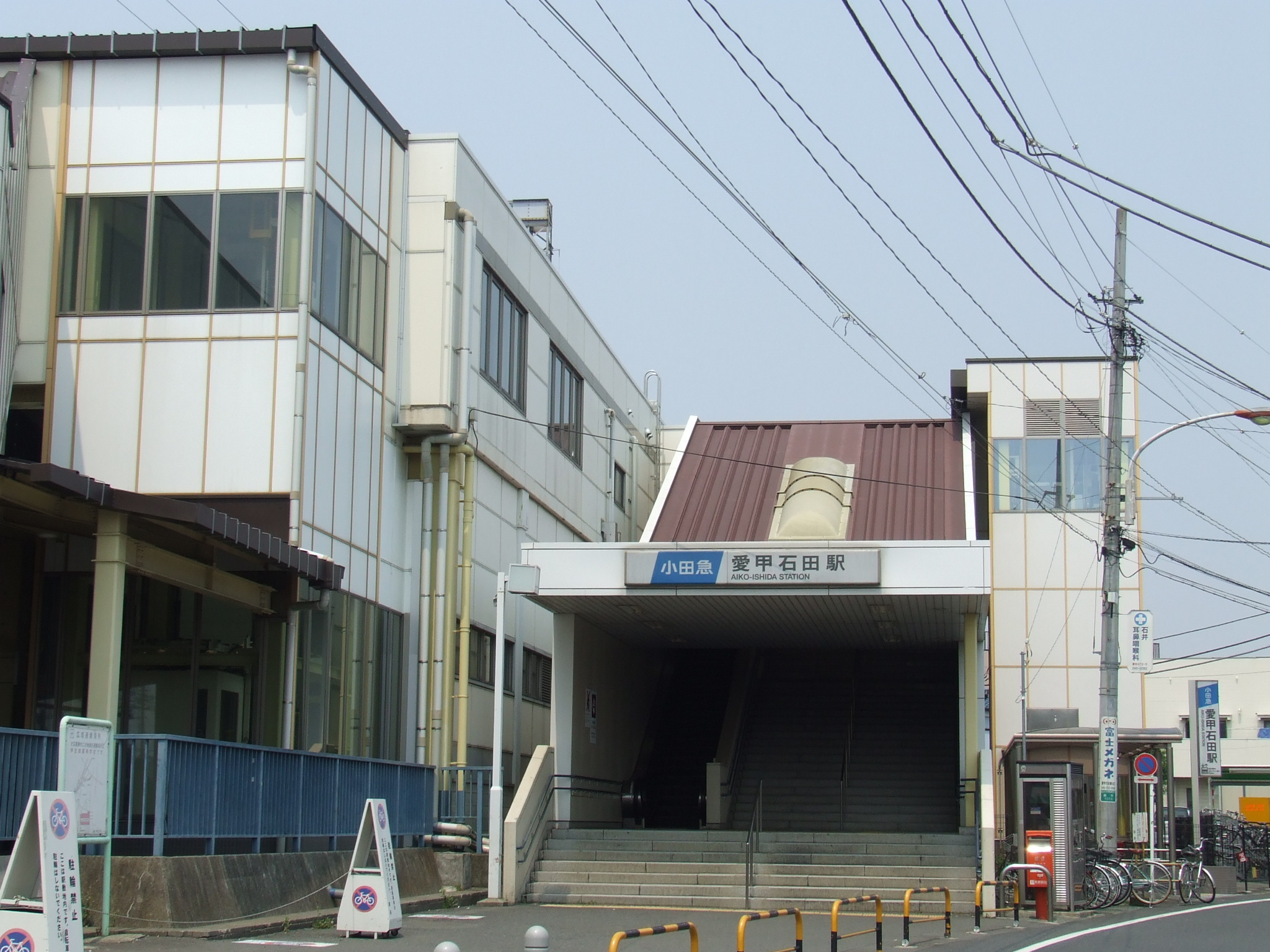
남쪽 출입구
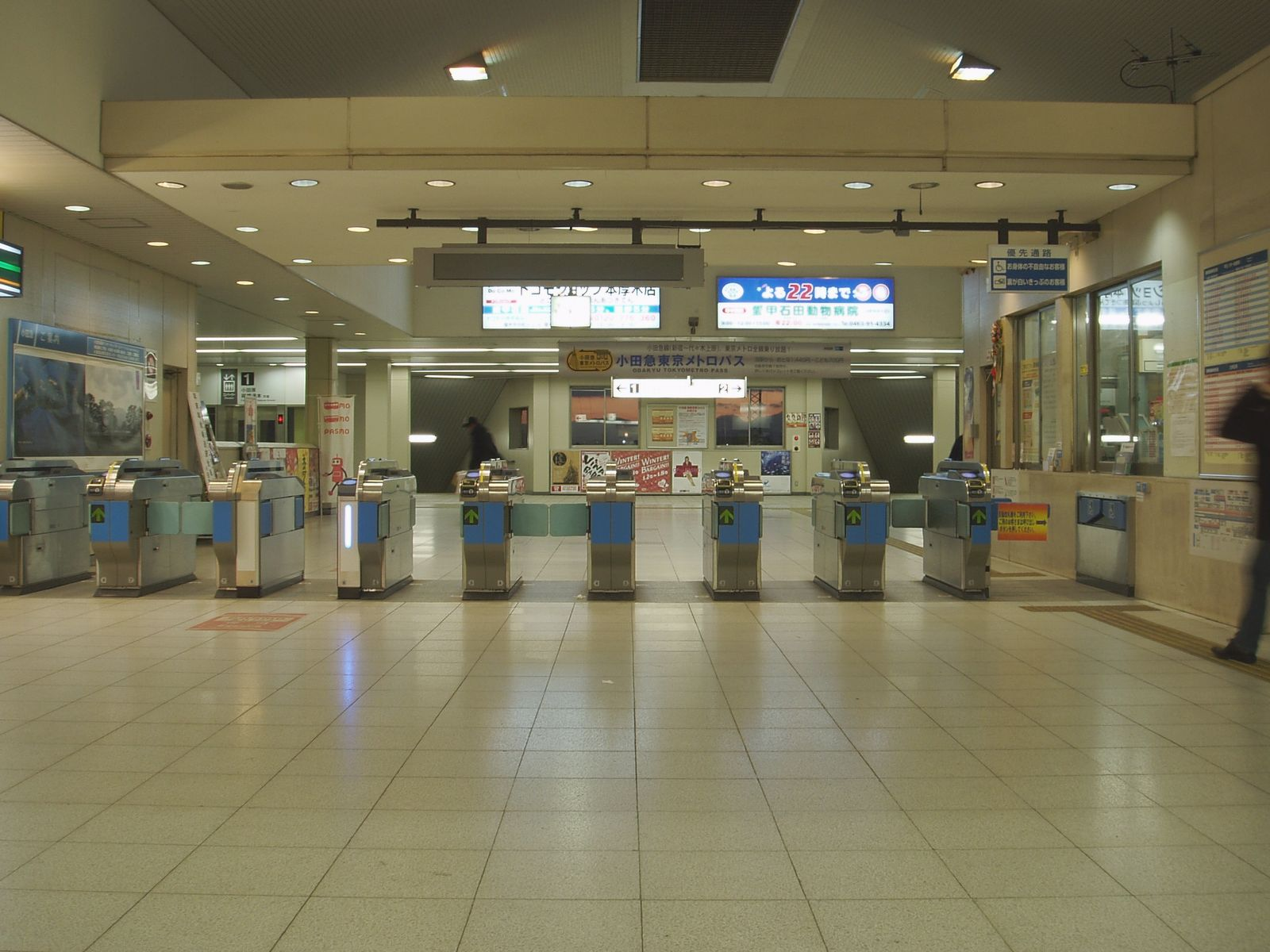
개찰구

## 인접역
| 오다큐 오다와라선          | 오다큐 오다와라선            | 오다큐 오다와라선            |
| -------------------------- | ---------------------------- | ---------------------------- |
| OH 34 혼아쓰기 신주쿠 방면 | ■ 쾌속급행 ■ 급행 ■ 각역정차 | 이세하라 OH 36 오다와라 방면 |
| OH 34 혼아쓰기 아야세 방면 | ■ 준급                       | 이세하라 OH 36 오다와라 방면 |